# Allsvenskan 1969
L'edizione 1969 del campionato di calcio svedese (Allsvenskan) vide la vittoria finale dell'IFK Göteborg.
Capocannoniere del torneo fu Reine Almqvist (IFK Göteborg), con 16 reti.

## Classifica finale
|    | Classifica       | G  | V  | N | P  | GF | GS | Punti |
| -- | ---------------- | -- | -- | - | -- | -- | -- | ----- |
| 1  | IFK Göteborg     | 22 | 13 | 5 | 4  | 38 | 19 | 31    |
| 2  | Malmö FF         | 22 | 11 | 6 | 5  | 34 | 27 | 28    |
| 3  | Djurgården       | 22 | 12 | 3 | 7  | 39 | 26 | 27    |
| 4  | Åtvidaberg       | 22 | 11 | 4 | 7  | 38 | 34 | 26    |
| 5  | Örebro           | 22 | 10 | 5 | 7  | 33 | 27 | 25    |
| 6  | Öster            | 22 | 9  | 4 | 9  | 37 | 27 | 22    |
| 7  | IFK Norrköping   | 22 | 9  | 4 | 9  | 37 | 33 | 22    |
| 8  | GAIS             | 22 | 7  | 6 | 9  | 31 | 36 | 20    |
| 9  | AIK              | 22 | 5  | 7 | 10 | 21 | 25 | 17    |
| 10 | Elfsborg         | 22 | 6  | 5 | 11 | 21 | 30 | 17    |
| 11 | Jönköpings Södra | 22 | 5  | 5 | 12 | 19 | 51 | 15    |
| 12 | Sirius           | 22 | 4  | 6 | 12 | 16 | 29 | 14    |

### Verdetti
- IFK Göteborg campione di Svezia 1969.
- Jönköpings Södra IF e IK Sirius retrocesse in Division 2.